# Liste der Monuments historiques in Saint-Martin-aux-Champs
Die Liste der Monuments historiques in Saint-Martin-aux-Champs führt die Monuments historiques in der französischen Gemeinde Saint-Martin-aux-Champs auf.

## Liste der Objekte
| Bezeichnung                                             | Beschreibung               | Standort                       | Kennzeichnung | Schutzstatus | Datum | Bild |
| ------------------------------------------------------- | -------------------------- | ------------------------------ | ------------- | ------------ | ----- | ---- |
| Skulptur Madonna mit Kind                               | Holz, 18. Jahrhundert      | in der Kirche St-Martin (Lage) | PM51000991    | Classé       | 1977  |      |
| Erinnerungstafel an eine Messstiftung durch Pierre Joly | Stein, bezeichnet 1626     | in der Kirche St-Martin (Lage) | PM51000992    | Classé       | 1977  |      |
| Kommuniontisch                                          | Gusseisen, 19. Jahrhundert | in der Kirche St-Martin (Lage) | PM51002449    | Inscrit      | 1976  |      |